# Exploratio Halicanensium
Die Exploratio Halicanensium (auch Halicensis oder Halicinensium) [Alexandriana] (deutsch Einheit von Kundschaftern Halicanensium [die Alexandrianische]) war eine römische Auxiliareinheit. Sie ist durch eine Inschrift belegt.

## Namensbestandteile
- Halicanensium: Der Zusatz bezieht sich auf den antiken Namen des Standorts der Einheit, das Kastell Kleiner Feldberg. Er kommt in der Inschrift (CIL 13, 7495) in der abgekürzten Form Halic vor und wurde auch zu Halicensis bzw. Halicinensium ergänzt.[1]

- Alexandriana: die Alexandrianische. Eine Ehrenbezeichnung, die sich auf Severus Alexander (222–235) bezieht. Der Zusatz kommt in der Inschrift (CIL 13, 7495) vor.

## Geschichte
Die Exploratio war in Germania superior stationiert. Sie ist erstmals durch die Inschrift (CIL 13, 7495) belegt, die im Feldbergkastell gefunden wurde und die auf 222/235 n. Chr. datiert ist. Da das Feldbergkastell vermutlich bereits kurz nach der Mitte des 2. Jhd. entstanden ist, dürfte die Einheit aber aus einer älteren vexillatio Halicanensium entstanden sein.

## Standorte
Standorte der Exploratio in Germania superior waren:
- Kastell Kleiner Feldberg: Die Inschrift (CIL 13, 7495) wurde hier gefunden.

## Angehörige der Einheit
Im Lagerareal wurden weitere vier Inschriften (CIL 13, 7494) gefunden, die dem Genius von Zenturien geweiht wurden. Aufgrund des Fundortes werden sie der Exploratio zugeordnet. Drei von ihnen wurden von einem Favorinus gestiftet; möglicherweise war er ein Angehöriger der Einheit.